# Bisstöter

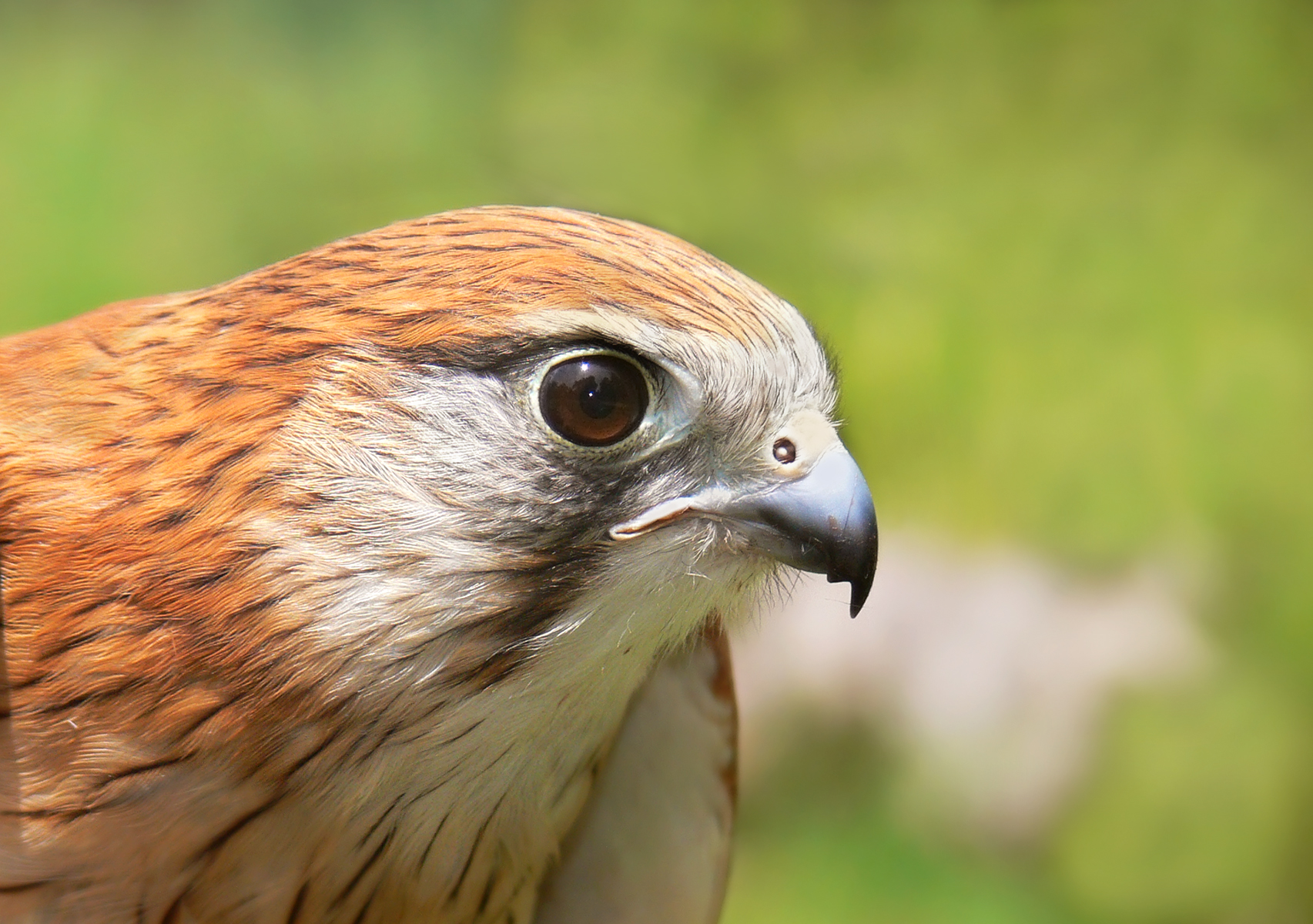
Graubartfalke (Falco cenchroides)

Als Bisstöter  oder Griffhalter mit Reißhaken-Beißschnabel bezeichnet man jene Greifvögel und Eulen, die ihre Beute mit den Fängen packen und sie durch einen Biss in den Nacken töten. Dieses unterscheidet sie von Grifftötern, die ihre Beute durch den Zugriff ihrer Fänge töten. 
Generell sind alle Falkenartigen Bisstöter. Lediglich der Wanderfalke tötet seine Beute häufig bereits durch die enorme Wucht des Aufpralls beim Sturzflug. Gelingt ihm dies nicht, tötet er seine Beute gleichfalls durch einen Biss in den Nacken. 
Die Oberschnäbel der Falkenartigen sind an diese Tötungsform durch eine besondere Form angepasst. Sie haben einen Reißhaken-Beißschnabel, durch den der Biss in den Nacken des Beutetiers effizienter wird.
Auch die Würger wie beispielsweise der Neuntöter zeigen Merkmale von Bisstötern. Mit ihrem Hakenschnabel, der kurz hinter der gebogenen Spitze ebenfalls einen „Zahn“ aufweist, töten sie Beutetiere wie z. B. Mäuse durch einen Biss in den Nacken.